# Majkop
Majkop (ryska: Майкоп, adygeiska: Мыекъуапэ) är en stad i södra Ryssland (1669 km från Moskva). Den är huvudstad i Adygeiska republiken och har cirka 145 000 invånare i centralorten.

## Historia
Majkop ligger vid övergången från kullarna framför Kaukasus till Kubansänkan vid floden Belaja. Staden grundades år 1858 som en rysk fästning i adygéernas område. Under det kaukasiska kriget 1858–1863 var Majkop en viktig strategisk utpost. Majkop fick stadsstatus 1870. 1911 upptäcktes olja i närheten av staden. År 1936 blev Majkop administrativt centrum för det adygeiska autonoma oblastet. Från oktober 1942 till januari 1943 var staden ockuperad av Nazityskland, tills det att den befriades av Röda armén. Sedan 1991 är Majkop huvudstad i Adygeiska republiken. 
Majkopkulturen från tidig bronsålder har fått sitt namn efter staden efter att en kunglig gravplats upptäckts där år 1897.
Idag är staden säte för ett tekniskt universitet och andra lärosäten. De viktigaste näringslivsgrenarna är livsmedelsbearbetning och träindustri. 
Den största delen av befolkningen är ryssar. Därför är det ofta tvister om stadens tillhörighet till Adygeiska republiken, då många av Majkops invånare hellre vill räknas till Krasnodar kraj.